# Élections législatives de 2022 dans le Gard
Les élections législatives françaises de 2022 se déroulent les 12 et 19 juin 2022. Dans le Gard, six députés sont à élire dans le cadre de six circonscriptions.

## Système électoral

Logo des élections.

Les élections législatives ont lieu au scrutin uninominal majoritaire à deux tours dans des circonscriptions uninominales.
Est élu au premier tour le candidat qui réunit la majorité absolue des suffrages exprimés et un nombre de voix au moins égal au quart (25 %) des électeurs inscrits dans la circonscription. Si aucun des candidats ne satisfait ces conditions, un second tour est organisé entre les candidats ayant réuni un nombre de voix au moins égal à un huitième des inscrits (12,5 %) ; les deux candidats arrivés en tête du premier tour se maintiennent néanmoins par défaut si un seul ou aucun d'entre eux n'a atteint ce seuil. Au second tour, le candidat arrivé en tête est déclaré élu.
Le seuil de qualification basé sur un pourcentage du total des inscrits et non des suffrages exprimés rend plus difficile l'accès au second tour lorsque l'abstention est élevée. Le système permet en revanche l'accès au second tour de plus de deux candidats si plusieurs d'entre eux franchissent le seuil de 12,5 % des inscrits. Les candidats en lice au second tour peuvent ainsi être trois, un cas de figure appelé « triangulaire ». Les second tours où s'affrontent quatre candidats, appelés « quadrangulaire » sont également possibles, mais beaucoup plus rares.

### Partis et nuances
Les résultats des élections sont publiés en France par le ministère de l'Intérieur, qui classe les partis en leur attribuant des nuances politiques. Ces dernières sont décidées par les préfets, qui les attribuent indifféremment de l'étiquette politique déclarée par les candidats, qui peut être celle d'un parti ou une candidature sans étiquette.
En 2022, seules les coalitions Ensemble (ENS) et Nouvelle Union populaire écologique et sociale (NUP), ainsi que le Parti radical de gauche (RDG), l'Union des démocrates et indépendants (UDI), Les Républicains (LR), le Rassemblement national (RN) et Reconquête (REC) se voient attribuer  une nuance propre,,.
Tous les autres partis se voient attribuer l'une ou l'autre des nuances suivantes : DXG (divers extrême gauche), DVG (divers gauche), ECO (écologiste), REG (régionaliste), DVC (divers centre), DVD (divers droite), DSV (droite souverainiste) et DXD (divers extrême droite). Des partis comme Debout la France ou Lutte ouvrière ne disposent ainsi pas de nuance propre, et leurs résultats nationaux ne sont pas publiés séparément par le ministère, car mélangés avec d'autres partis (respectivement dans les nuances DSV et DXG),.

### Dates
Selon les dispositions du code électoral, les élections doivent se tenir dans les soixante jours qui précèdent l'expiration des pouvoirs de l'Assemblée sortante fixée au troisième mardi du mois de juin, cinq ans après son élection, sauf en cas de dissolution de l'Assemblée nationale décidée par le président de la République avant cette date. La fin du mandat de l'Assemblée élue en 2017 est fixée au 21 juin 2022.
Les dates des élections législatives en métropole sont fixées les 12 et 19 juin 2022 par le Conseil des ministres du 13 juillet 2021. Les élections législatives se tiendront donc 50 jours après le second tour de l’élection présidentielle, soit deux semaines de plus que lors des précédentes périodes électorales depuis l’adoption du quinquennat présidentiel. Les déclarations de candidatures doivent être déposées au plus tard le 20 mai 2022 pour le premier tour et le 14 juin 2022 pour le second tour.

### Résultats de l'élection présidentielle de 2022 par circonscription
| Circonscription | 1er tour | 1er tour | 1er tour | 1er tour | 1er tour  | 1er tour | 1er tour | 1er tour |         | 2d tour | 2d tour | 2d tour | 2d tour |
| Circonscription | Macron   | +/-      | Le Pen   | +/-      | Mélenchon | +/-      | Zemmour  | +/-      | Macron  | +/-     | Le Pen  | +/-     |         |
| --------------- | -------- | -------- | -------- | -------- | --------- | -------- | -------- | -------- | ------- | ------- | ------- | ------- | ------- |
| Circonscription |          |          |          |          |           |          |          |          |         |         |         |         |         |
| 1re             | 21,44 %  | 2,37     | 27,32 %  | 1,45     | 25,20 %   | 3,48     | 9,77 %   | Nv       | 51,68 % | 5,09    | 48,32 % | 5,09    |         |
| 2e              | 21,16 %  | 3,7      | 33,84 %  | 0,31     | 18,37 %   | 0,46     | 9,72 %   | Nv       | 43,42 % | 5,64    | 56,58 % | 5,64    |         |
| 3e              | 23,39 %  | 3,73     | 29,83 %  | 0,49     | 17,74 %   | 0,8      | 10,05 %  | Nv       | 47,82 % | 6,95    | 52,18 % | 6,95    |         |
| 4e              | 19,56 %  | 1,52     | 31,66 %  | 0,89     | 20,43 %   | 2,39     | 8,64 %   | Nv       | 43,81 % | 8,78    | 56,19 % | 8,78    |         |
| 5e              | 19,71 %  | 1,15     | 26,92 %  | 0,4      | 25,07 %   | 1,47     | 7,58 %   | Nv       | 49,25 % | 8,43    | 50,75 % | 8,43    |         |
| 6e              | 22,95 %  | 2,91     | 25,78 %  | 0,86     | 22,50 %   | 1,55     | 10,25 %  | Nv       | 52,26 % | 5,88    | 47,74 % | 5,88    |         |
| Département     | 21,32 %  | 2,54     | 29,34 %  | 0,04     | 21,46 %   | 0,15     | 9,29 %   | Nv       | 47,85 % | 6,9     | 52,15 % | 6,9     |         |

## Résultats

### Élus
| Circonscription                                  | Député sortant        | Parti ou nuance | Parti ou nuance | Groupe | Député élu ou réélu | Parti | Parti    | Groupe |
| ------------------------------------------------ | --------------------- | --------------- | --------------- | ------ | ------------------- | ----- | -------- | ------ |
| 1re                                              | Françoise Dumas       |                 | LREM - TdP      | LREM   | Yoann Gillet        |       | RN       | RN     |
| 2e                                               | Nicolas Meizonnet     |                 | RN              | NI     | Nicolas Meizonnet   |       | RN       | RN     |
| 3e                                               | Anthony Cellier       |                 | LREM            | LREM   | Pascale Bordes      |       | RN       | RN     |
| 4e                                               | Annie Chapelier *     |                 | ÉCO             | AE     | Pierre Meurin       |       | RN       | RN     |
| 5e                                               | Catherine Daufès-Roux |                 | LREM            | LREM   | Michel Sala         |       | LFI - E! | LFI    |
| 6e                                               | Philippe Berta        |                 | MoDem           | MoDem  | Philippe Berta      |       | MoDem    | DEM    |
| * Député sortant ne se représentant pas en 2022. |                       |                 |                 |        |                     |       |          |        |

### Résultats à l'échelle du département

#### Résultats par coalition
| Parti et coalition                                           | Parti et coalition                                           | Parti et coalition                             | Premier tour | Premier tour | Premier tour | Second tour   | Second tour   | Second tour | Total Sièges  | +/-           |
| Parti et coalition                                           | Parti et coalition                                           | Parti et coalition                             | Voix         | %            | Sièges       | Voix          | %             | Sièges      | Total Sièges  | +/-           |
| ------------------------------------------------------------ | ------------------------------------------------------------ | ---------------------------------------------- | ------------ | ------------ | ------------ | ------------- | ------------- | ----------- | ------------- | ------------- |
|                                                              | Rassemblement national (RN)                                  | Rassemblement national (RN)                    | 75 025       | 29,18        | 0            | 104 279       | 44,85         | 4           | 4             | 3             |
|                                                              |                                                              | La France insoumise (LFI)                      | 18 233       | 7,09         | 0            |               |               |             | 0             | en stagnation |
|                                                              | La France insoumise - Ensemble ! (LFI - E!)                  | 16 451                                         | 6,40         | 0            | 23 001       | 9,89          | 1             | 1           | 1             |               |
|                                                              | Parti socialiste (PS)                                        | 11 870                                         | 4,62         | 0            | 18 749       | 8,06          | 0             | 0           | en stagnation |               |
|                                                              | Europe Écologie Les Verts (EELV)                             | 9 582                                          | 3,73         | 0            | 15 514       | 6,67          | 0             | 0           | en stagnation |               |
|                                                              | Parti communiste français (PCF)                              | 9 474                                          | 3,68         | 0            |              |               |               | 0           | en stagnation |               |
| Total Nouvelle Union populaire écologique et sociale (NUPES) | Total Nouvelle Union populaire écologique et sociale (NUPES) | 65 610                                         | 25,52        | 0            | 57 264       | 24,63         | 1             | 1           | 1             |               |
|                                                              |                                                              | La République en marche (LREM)                 | 31 873       | 12,40        | 0            | 36 715        | 15,79         | 0           | 0             | 5             |
|                                                              | Horizons (H)                                                 | 10 050                                         | 3,91         | 0            | 17 337       | 7,46          | 0             | 0           | Nv            |               |
|                                                              | Agir                                                         | 9 637                                          | 3,75         | 0            |              |               |               | 0           | Nv            |               |
|                                                              | Mouvement démocrate (MoDem)                                  | 9 107                                          | 3,54         | 0            | 16 921       | 7,28          | 1             | 1           | 1             |               |
| Total Ensemble (ENS)                                         | Total Ensemble (ENS)                                         | 60 667                                         | 23,60        | 0            | 70 973       | 30,52         | 1             | 1           | 4             |               |
|                                                              |                                                              | Les Républicains (LR)                          | 16 287       | 6,33         | 0            |               |               |             | 0             | en stagnation |
|                                                              | Union des démocrates et indépendants (UDI)                   | 1 400                                          | 0,54         | 0            | 0            | en stagnation |               |             |               |               |
| Total Union de la droite et du centre (UDC)                  | Total Union de la droite et du centre (UDC)                  | 17 687                                         | 6,88         | 0            | 0            | en stagnation |               |             |               |               |
|                                                              | Reconquête (REC)                                             | Reconquête (REC)                               | 14 296       | 5,56         | 0            | 0             | Nv            |             |               |               |
|                                                              |                                                              | Mouvement des écologistes libres (MEL)         | 4 927        | 1,92         | 0            | 0             | Nv            |             |               |               |
| Total Écologie au centre (ÉAC)                               | Total Écologie au centre (ÉAC)                               | 4 927                                          | 1,92         | 0            | 0            | Nv            |               |             |               |               |
|                                                              | Résistons (RES)                                              | Résistons (RES)                                | 3 462        | 1,35         | 0            | 0             | en stagnation |             |               |               |
|                                                              | Lutte ouvrière (LO)                                          | Lutte ouvrière (LO)                            | 2 675        | 1,04         | 0            | 0             | en stagnation |             |               |               |
|                                                              |                                                              | Les Patriotes (LP)                             | 1 828        | 0,71         | 0            | 0             | Nv            |             |               |               |
|                                                              | Debout la France (DLF)                                       | 537                                            | 0,21         | 0            | 0            | en stagnation |               |             |               |               |
| Total Union pour la France (UPF)                             | Total Union pour la France (UPF)                             | 2 365                                          | 0,92         | 0            | 0            | en stagnation |               |             |               |               |
|                                                              | Parti animaliste (PA)                                        | Parti animaliste (PA)                          | 1 774        | 0,69         | 0            | 0             | en stagnation |             |               |               |
|                                                              | Les Centristes (LC) - hors accord UDC                        | Les Centristes (LC) - hors accord UDC          | 1 631        | 0,63         | 0            | 0             | Nv            |             |               |               |
|                                                              |                                                              | Union nationale écologiste (UNE)               | 912          | 0,35         | 0            | 0             |               |             |               |               |
|                                                              | Mouvement écologiste indépendant (MEI)                       | 657                                            | 0,26         | 0            | 0            | Nv            |               |             |               |               |
| Total Tous unis pour le vivant (TUPV)                        | Total Tous unis pour le vivant (TUPV)                        | 1 569                                          | 0,61         | 0            | 0            | en stagnation |               |             |               |               |
|                                                              | Parti radical de gauche (PRG)                                | Parti radical de gauche (PRG)                  | 1 526        | 0,59         | 0            | 0             | Nv            |             |               |               |
|                                                              |                                                              | Gauche républicaine et socialiste (GRS)        | 1 109        | 0,43         | 0            | 0             | Nv            |             |               |               |
| Total Fédération de la gauche républicaine (FGR)             | Total Fédération de la gauche républicaine (FGR)             | 1 109                                          | 0,43         | 0            | 0            |               |               |             |               |               |
|                                                              | Objectif France (OF)                                         | Objectif France (OF)                           | 615          | 0,24         | 0            | 0             | Nv            |             |               |               |
|                                                              | Le Mouvement de la ruralité (LMR)                            | Le Mouvement de la ruralité (LMR)              | 333          | 0,13         | 0            | 0             | Nv            |             |               |               |
|                                                              | Parti pirate (PP)                                            | Parti pirate (PP)                              | 312          | 0,12         | 0            | 0             | Nv            |             |               |               |
|                                                              | Allons enfants (AE)                                          | Allons enfants (AE)                            | 305          | 0,12         | 0            | 0             | Nv            |             |               |               |
|                                                              | Union des démocrates musulmans français (UDMF)               | Union des démocrates musulmans français (UDMF) | 240          | 0,09         | 0            | 0             | en stagnation |             |               |               |
|                                                              | Évolution citoyenne (ÉC)                                     | Évolution citoyenne (ÉC)                       | 98           | 0,04         | 0            | 0             | Nv            |             |               |               |
|                                                              | Fédération française de citoyenneté (FFC)                    | Fédération française de citoyenneté (FFC)      | 82           | 0,03         | 0            | 0             | Nv            |             |               |               |
|                                                              | Autres partis                                                | Autres partis                                  | 433          | 0,17         | 0            | 0             | Nv            |             |               |               |
|                                                              | Sans étiquette (SE)                                          | Sans étiquette (SE)                            | 368          | 0,14         | 0            | 0             | Nv            |             |               |               |
|                                                              |                                                              |                                                |              |              |              |               |               |             |               |               |
| Suffrages exprimés                                           | Suffrages exprimés                                           | Suffrages exprimés                             | 257 109      | 97,94        |              | 232 516       | 89,84         |             |               |               |
| Votes blancs                                                 | Votes blancs                                                 | Votes blancs                                   | 3 935        | 1,50         | 19 512       | 7,54          |               |             |               |               |
| Votes nuls                                                   | Votes nuls                                                   | Votes nuls                                     | 1 479        | 0,56         | 6 794        | 2,62          |               |             |               |               |
| Total                                                        | Total                                                        | Total                                          | 262 523      | 100          | 0            | 258 822       | 100           | 6           | 6             | en stagnation |
| Abstentions                                                  | Abstentions                                                  | Abstentions                                    | 294 762      | 52,89        |              | 298 500       | 53,56         |             |               |               |
| Inscrits/Participation                                       | Inscrits/Participation                                       | Inscrits/Participation                         | 557 285      | 47,11        | 557 322      | 46,44         |               |             |               |               |

#### Résultats par nuance
| Nuance                 | Nuance                                         | Nuance                 | Premier tour | Premier tour | Premier tour | Second tour | Second tour   | Second tour | Total Sièges | +/-           |
| Nuance                 | Nuance                                         | Nuance                 | Voix         | %            | Sièges       | Voix        | %             | Sièges      | Total Sièges | +/-           |
| ---------------------- | ---------------------------------------------- | ---------------------- | ------------ | ------------ | ------------ | ----------- | ------------- | ----------- | ------------ | ------------- |
|                        | Rassemblement national                         | RN                     | 75 025       | 29,18        | 0            | 104 279     | 44,85         | 4           | 4            | 3             |
|                        | Nouvelle Union populaire écologique et sociale | NUP                    | 65 610       | 25,52        | 0            | 57 264      | 24,63         | 1           | 1            | 1             |
|                        | Ensemble !                                     | ENS                    | 60 667       | 23,60        | 0            | 70 973      | 30,52         | 1           | 1            | 4             |
|                        | Les Républicains                               | LR                     | 16 287       | 6,33         | 0            |             |               |             | 0            | en stagnation |
|                        | Reconquête                                     | REC                    | 14 296       | 5,56         | 0            | 0           | Nv            |             |              |               |
|                        | Ecologistes                                    | ECO                    | 8 270        | 3,22         | 0            | 0           | en stagnation |             |              |               |
|                        | Divers extrême gauche                          | DXG                    | 2 675        | 1,04         | 0            | 0           | en stagnation |             |              |               |
|                        | Régionaliste                                   | REG                    | 2 598        | 1,01         | 0            | 0           | Nv            |             |              |               |
|                        | Divers droite                                  | DVD                    | 2 579        | 1,00         | 0            | 0           | en stagnation |             |              |               |
|                        | Droite souverainiste                           | DSV                    | 2 365        | 0,92         | 0            | 0           | en stagnation |             |              |               |
|                        | Parti radical de gauche                        | RDG                    | 1 526        | 0,59         | 0            | 0           | Nv            |             |              |               |
|                        | Union des démocrates et indépendants           | UDI                    | 1 400        | 0,54         | 0            | 0           | en stagnation |             |              |               |
|                        | Divers                                         | DIV                    | 1 358        | 0,53         | 0            | 0           | en stagnation |             |              |               |
|                        | Divers centre                                  | DVC                    | 1 344        | 0,52         | 0            | 0           | Nv            |             |              |               |
|                        | Divers gauche                                  | DVG                    | 1 109        | 0,43         | 0            | 0           | en stagnation |             |              |               |
|                        |                                                |                        |              |              |              |             |               |             |              |               |
| Suffrages exprimés     | Suffrages exprimés                             | Suffrages exprimés     | 257 109      | 97,94        |              | 232 516     | 89,84         |             |              |               |
| Votes blancs           | Votes blancs                                   | Votes blancs           | 3 935        | 1,50         | 19 512       | 7,54        |               |             |              |               |
| Votes nuls             | Votes nuls                                     | Votes nuls             | 1 479        | 0,56         | 6 794        | 2,62        |               |             |              |               |
| Total                  | Total                                          | Total                  | 262 523      | 100          | 0            | 258 822     | 100           | 6           | 6            | en stagnation |
| Abstentions            | Abstentions                                    | Abstentions            | 294 762      | 52,89        |              | 298 500     | 53,56         |             |              |               |
| Inscrits/Participation | Inscrits/Participation                         | Inscrits/Participation | 557 285      | 47,11        | 557 322      | 46,44       |               |             |              |               |

### Cartes

Nuance politique des candidats arrivés en tête dans chaque commune au 1er tour.
Nuance politique des candidats arrivés en tête dans chaque commune au 2e tour.

### Analyse
Dix ans après avoir été le seul département à placer Marine Le Pen en tête au premier tour de la présidentielle et avoir porté l'un des deux seuls députés FN de France à l'Assemblée, le RN dans le Gard assoit son influence lors de ces législatives.
Le parti d'extrême droite contrôle désormais quatre sièges des six que possède le département. Saint-Gilles-Vauvert est à nouveau le secteur qui est le plus favorable au parti de Marine Le Pen. Deux ans après le retrait de Gilbert Collard, élu député européen et depuis rallié à Reconquête, c'est son suppléant qui le remplace depuis 2020, Nicolas Meizonnet, qui est confortablement élu en son nom. Alors que son prédécesseur n'a jamais été élu avec plus de 700 voix d'avance, ce sont 5 000 voix d'avance qui permettent l'élection du nouveau député, face au candidat Horizons, Yvan Lachaud, ancien président de Nîmes Métropole.
Si Marine Le Pen, le 24 avril précédent, a réussi à dépasser 56 % des voix dans le secteur précédemment cité, c'est aussi le cas de la circonscription d'Alès-est. La sortante Annie Chapelier, élue LREM en 2017 qui a quitté le parti en 2020, ne s'y représente pas. Philippe Ribot, maire Agir de Saint-Privat-des-Vieux, est soutenu par Ensemble à sa place. Cependant, il se fait éliminer du premier tour au profit du candidat NUPES, le premier secrétaire départemental du PS, Arnaud Bord, et du candidat RN. C'est ce dernier qui prévaut au deuxième tour, Pierre Meurin, ancien directeur de cabinet d'un maire isérois et ancien membre de l'ISSEP.
La lutte a été serrée à Villeneuve-lès-Avignon entre deux collègues du conseil municipal de Bagnols-sur-Cèze, la militante RN Pascale Bordes et le député marcheur sortant Anthony Cellier. Ils arrivent dans cet ordre en tête du premier tour, éliminant la candidate NUPES, la communiste Sabine Oromi, enseignante syndicaliste. Le second tour se solde par une défaite assez serrée pour le sortant. On note que Pascale Bordes arrive même en tête dans leur commune de Bagnols, y frôlant 55 % des voix.
Du côté de Nîmes-Beaucaire, on retrouve le même match qu'en 2017. À savoir, celui qui oppose Yoann Gillet, secrétaire départemental du RN - FN en 2017 - et Françoise Dumas, députée marcheuse ex-PS depuis 2012. Dès le premier tour, on note que Yoann Gillet gagne un millier de voix par rapport à 2017, quand la sortante en perd le même nombre environ. De fait, si les scores de Gillet et Dumas étaient très proches en 2017, la sortante a plutôt frôlé l'élimination dès le premier tour. Elle ne devance en effet que de moins de 500 voix le candidat de la gauche, Charles Ménard, tête de liste de gauche à Beaucaire aux municipales de 2020. Même si la sortante marcheuse rattrape en partie son retard du premier tour, Yoann GIllet, suppléé par le maire de Beaucaire, prend ce secteur. On remarque que contrairement aux trois autres sièges pris par le RN, celui-ci avait voté pour Emmanuel Macron au deuxième tour de la présidentielle.
Si tous les sortants se représentant sont qualifiés pour le second tour, ce n'est pas le cas de Catherine Daufès-Roux à Alès-Le Vigan. Députée depuis moins d'un an, à la suite de la démission de celui qu'elle suppléait depuis 2017, Olivier Gaillard, ce court mandat s'achève aux portes du second tour pour la sortante. Elle est éliminée derrière Jean-Marie Launay, militant RN récemment installé après s'être présenté face à Olivier Faure en Seine-et-Marne en 2017. Celui-ci, qualifié pour le second tour, accuse dix points de retard sur le candidat NUPES Michel Sala, maire insoumis de Saint-Félix-de-Pallières. Cet ancien militant du NPA, ce que son adversaire ne manque pas de rappeler pendant l'entre-deux tours, fait rebasculer ce secteur à gauche, malgré une avance réduite au deuxième tour.
Un seul secteur se dégage enfin pour sa position face au RN. Nîmes-Uzès est en effet le seul siège pour lequel le RN manque la qualification pour le second tour. Laurence Gardet, conseillère municipale nîmoise et conseillère régionale, n'aura pas son match retour face au député Philippe Berta. Elle est éliminée pour 100 voix par le sortant MoDem. Celui-ci doit affronter l'écologiste Nicolas Cadène qui l'a légèrement devancé au premier tour. Cinq ans après la défaite du député écologiste Christophe Cavard, Nicolas Cadène ne permet pas à EELV de retrouver ce siège et Philippe Berta est réélu.

### Résultats par circonscription

#### Première circonscription
Députée sortante : Françoise Dumas (La République en marche - Territoires de progrès).
| Candidat                 | Candidat                 | Parti et coalition       | Nuance                   | Premier tour | Premier tour | Second tour | Second tour |
| Candidat                 | Candidat                 | Parti et coalition       | Nuance                   | Voix         | %            | Voix        | %           |
| ------------------------ | ------------------------ | ------------------------ | ------------------------ | ------------ | ------------ | ----------- | ----------- |
|                          | Yoann Gillet             | RN                       | RN                       | 11 547       | 31,65        | 17 564      | 52,01       |
|                          | Françoise Dumas          | LREM - TdP (ENS)         | ENS                      | 9 200        | 25,21        | 16 209      | 47,99       |
|                          | Charles Ménard           | LFI (NUPES)              | NUP                      | 8 731        | 23,93        |             |             |
|                          | Erick Cavaglia           | REC                      | REC                      | 2 269        | 6,22         |             |             |
|                          | Véronique Gardeur-Bancel | LR (UDC)                 | LR                       | 2 125        | 5,82         |             |             |
|                          | Sylvie Danjou            | MEL (ÉAC)                | ECO                      | 732          | 2,01         |             |             |
|                          | Yannick Cogo             | PA                       | ECO                      | 461          | 1,26         |             |             |
|                          | Isabelle Leclerc         | LO                       | DXG                      | 334          | 0,92         |             |             |
|                          | Sarah Ausseil            | LMR                      | DVD                      | 333          | 0,91         |             |             |
|                          | Évrard Zaouche           | SE                       | DIV                      | 259          | 0,71         |             |             |
|                          | Alain Moula              | CC                       | DIV                      | 258          | 0,71         |             |             |
|                          | Naïma Ouateli            | UDMF                     | DIV                      | 240          | 0,66         |             |             |
|                          |                          |                          |                          |              |              |             |             |
| Votes valides            | Votes valides            | Votes valides            | Votes valides            | 36 489       | 97,81        | 33 773      | 91,24       |
| Votes blancs             | Votes blancs             | Votes blancs             | Votes blancs             | 569          | 1,53         | 2 411       | 6,51        |
| Votes nuls               | Votes nuls               | Votes nuls               | Votes nuls               | 248          | 0,66         | 832         | 2,25        |
| Total                    | Total                    | Total                    | Total                    | 37 306       | 100          | 37 016      | 100         |
| Abstention               | Abstention               | Abstention               | Abstention               | 52 047       | 58,25        | 52 361      | 58,58       |
| Inscrits / participation | Inscrits / participation | Inscrits / participation | Inscrits / participation | 89 353       | 41,75        | 89 377      | 41,42       |

#### Deuxième circonscription
Député sortant : Nicolas Meizonnet (Rassemblement national).
| Candidat                 | Candidat                 | Parti et coalition       | Nuance                   | Premier tour | Premier tour | Second tour | Second tour |
| Candidat                 | Candidat                 | Parti et coalition       | Nuance                   | Voix         | %            | Voix        | %           |
| ------------------------ | ------------------------ | ------------------------ | ------------------------ | ------------ | ------------ | ----------- | ----------- |
|                          | Nicolas Meizonnet        | RN                       | RN                       | 15 434       | 35,39        | 22 547      | 56,53       |
|                          | Yvan Lachaud             | H (ENS)                  | ENS                      | 10 050       | 23,05        | 17 337      | 43,47       |
|                          | Coralie Ghirardi         | LFI (NUPES)              | NUP                      | 9 502        | 21,79        |             |             |
|                          | Frédéric Touzellier      | LR (UDC)                 | LR                       | 3 802        | 8,72         |             |             |
|                          | Anthony Leroy            | REC                      | REC                      | 2 241        | 5,14         |             |             |
|                          | Pierre-Jean Sevilla      | UNE (TUPV)               | ECO                      | 912          | 2,09         |             |             |
|                          | Geneviève Bourrely       | DLF (UPF)                | DSV                      | 537          | 1,23         |             |             |
|                          | Zakaria Moukite          | MEL (ÉAC)                | ECO                      | 428          | 0,98         |             |             |
|                          | Stéphane Manson          | LO                       | DXG                      | 389          | 0,89         |             |             |
|                          | Julien Voiron            | PP                       | DIV                      | 312          | 0,72         |             |             |
|                          |                          |                          |                          |              |              |             |             |
| Votes valides            | Votes valides            | Votes valides            | Votes valides            | 43 607       | 97,97        | 39 884      | 91,61       |
| Votes blancs             | Votes blancs             | Votes blancs             | Votes blancs             | 659          | 1,48         | 2 773       | 6,37        |
| Votes nuls               | Votes nuls               | Votes nuls               | Votes nuls               | 245          | 0,55         | 882         | 2,03        |
| Total                    | Total                    | Total                    | Total                    | 44 511       | 100          | 43 539      | 100         |
| Abstention               | Abstention               | Abstention               | Abstention               | 50 518       | 53,16        | 51 506      | 54,19       |
| Inscrits / participation | Inscrits / participation | Inscrits / participation | Inscrits / participation | 95 029       | 46,84        | 95 045      | 45,81       |

#### Troisième circonscription
Député sortant : Anthony Cellier (La République en marche).
| Candidat                 | Candidat                 | Parti et coalition       | Nuance                   | Premier tour | Premier tour | Second tour | Second tour |
| Candidat                 | Candidat                 | Parti et coalition       | Nuance                   | Voix         | %            | Voix        | %           |
| ------------------------ | ------------------------ | ------------------------ | ------------------------ | ------------ | ------------ | ----------- | ----------- |
|                          | Pascale Bordes           | RN                       | RN                       | 13 796       | 30,08        | 21 619      | 51,32       |
|                          | Anthony Cellier          | LREM (ENS)               | ENS                      | 12 274       | 26,77        | 20 506      | 48,68       |
|                          | Sabine Oromi             | PCF (NUPES)              | NUP                      | 9 474        | 20,66        |             |             |
|                          | Blandine Arnaud          | LR (UDC)                 | LR                       | 3 087        | 6,73         |             |             |
|                          | Jean-Marie Moulin        | REC                      | REC                      | 3 043        | 6,64         |             |             |
|                          | Monique Novaretti        | PRG                      | RDG                      | 1 526        | 3,33         |             |             |
|                          | Catherine Michon         | PA                       | ECO                      | 845          | 1,84         |             |             |
|                          | Joëlle Scaramozzino      | MEL (ÉAC)                | ECO                      | 808          | 1,76         |             |             |
|                          | Christophe Prevost       | RES                      | REG                      | 621          | 1,35         |             |             |
|                          | Jean Egéa                | LO                       | DXG                      | 285          | 0,62         |             |             |
|                          | Anne Guichard            | ÉC                       | DIV                      | 98           | 0,21         |             |             |
|                          |                          |                          |                          |              |              |             |             |
| Votes valides            | Votes valides            | Votes valides            | Votes valides            | 45 857       | 98,30        | 42 125      | 91,75       |
| Votes blancs             | Votes blancs             | Votes blancs             | Votes blancs             | 594          | 1,27         | 2 856       | 6,22        |
| Votes nuls               | Votes nuls               | Votes nuls               | Votes nuls               | 200          | 0,43         | 932         | 2,03        |
| Total                    | Total                    | Total                    | Total                    | 46 651       | 100          | 45 913      | 100         |
| Abstention               | Abstention               | Abstention               | Abstention               | 48 866       | 51,16        | 49 606      | 51,93       |
| Inscrits / participation | Inscrits / participation | Inscrits / participation | Inscrits / participation | 95 517       | 48,84        | 95 519      | 48,07       |

#### Quatrième circonscription
Députée sortante : Annie Chapelier (Écologiste, élue en 2017 avec l'investiture de La République en marche).
| Candidat                 | Candidat                  | Parti et coalition       | Nuance                   | Premier tour | Premier tour | Second tour | Second tour |
| Candidat                 | Candidat                  | Parti et coalition       | Nuance                   | Voix         | %            | Voix        | %           |
| ------------------------ | ------------------------- | ------------------------ | ------------------------ | ------------ | ------------ | ----------- | ----------- |
|                          | Pierre Meurin             | RN                       | RN                       | 13 648       | 30,56        | 22 155      | 54,16       |
|                          | Arnaud Bord               | PS (NUPES)               | NUP                      | 11 870       | 26,58        | 18 749      | 45,84       |
|                          | Philippe Ribot            | Agir (ENS)               | ENS                      | 9 637        | 21,58        |             |             |
|                          | Aurélie Wagner            | REC                      | REC                      | 2 046        | 4,58         |             |             |
|                          | Jean-Pierre de Faria      | LC                       | DVD                      | 1 631        | 3,65         |             |             |
|                          | Valérie Martre            | UDI (UDC)                | UDI                      | 1 400        | 3,13         |             |             |
|                          | Nadine Schuster           | MEL (ÉAC)                | ECO                      | 1 043        | 2,34         |             |             |
|                          | Dominique-Richard Passieu | RES                      | DVC                      | 864          | 1,93         |             |             |
|                          | Jérôme Garcia             | LO                       | DXG                      | 691          | 1,55         |             |             |
|                          | Denis Biais               | LP (UPF)                 | DSV                      | 669          | 1,50         |             |             |
|                          | Gaël Girard               | OF                       | DVD                      | 615          | 1,38         |             |             |
|                          | Stéphanie Bienkowski      | PA                       | ECO                      | 468          | 1,05         |             |             |
|                          | Stéphane Napoli           | FFC - CC                 | DIV                      | 82           | 0,18         |             |             |
|                          |                           |                          |                          |              |              |             |             |
| Votes valides            | Votes valides             | Votes valides            | Votes valides            | 44 664       | 97,90        | 40 904      | 89,33       |
| Votes blancs             | Votes blancs              | Votes blancs             | Votes blancs             | 699          | 1,53         | 3 625       | 7,92        |
| Votes nuls               | Votes nuls                | Votes nuls               | Votes nuls               | 259          | 0,57         | 1 260       | 2,75        |
| Total                    | Total                     | Total                    | Total                    | 45 622       | 100          | 45 789      | 100         |
| Abstention               | Abstention                | Abstention               | Abstention               | 48 739       | 51,65        | 48 554      | 51,47       |
| Inscrits / participation | Inscrits / participation  | Inscrits / participation | Inscrits / participation | 94 361       | 48,35        | 94 343      | 48,53       |

#### Cinquième circonscription
Députée sortante : Catherine Daufès-Roux (La République en marche).
| Candidat                 | Candidat                 | Parti et coalition       | Nuance                   | Premier tour | Premier tour | Second tour | Second tour |
| Candidat                 | Candidat                 | Parti et coalition       | Nuance                   | Voix         | %            | Voix        | %           |
| ------------------------ | ------------------------ | ------------------------ | ------------------------ | ------------ | ------------ | ----------- | ----------- |
|                          | Michel Sala              | LFI - E! (NUPES)         | NUP                      | 16 451       | 33,48        | 23 001      | 53,00       |
|                          | Jean-Marie Launay        | RN                       | RN                       | 11 582       | 23,57        | 20 394      | 47,00       |
|                          | Catherine Daufès-Roux    | LREM (ENS)               | ENS                      | 10 399       | 21,16        |             |             |
|                          | Léa Boyer                | LR (UDC)                 | LR                       | 3 834        | 7,80         |             |             |
|                          | Antoine Capaldi          | RES                      | REG                      | 1 977        | 4,02         |             |             |
|                          | Frédérique Bozec         | REC                      | REC                      | 1 918        | 3,90         |             |             |
|                          | Catherine Rocco          | MEL (ÉAC)                | ECO                      | 1 181        | 2,40         |             |             |
|                          | Agnès Olinet             | LO                       | DXG                      | 718          | 1,46         |             |             |
|                          | Annie Brasselet          | LP (UPF)                 | DSV                      | 666          | 1,36         |             |             |
|                          | Nathan Casano            | AE                       | DVC                      | 305          | 0,62         |             |             |
|                          | Didier Mérand            | SE                       | DIV                      | 109          | 0,22         |             |             |
|                          |                          |                          |                          |              |              |             |             |
| Votes valides            | Votes valides            | Votes valides            | Votes valides            | 49 140       | 97,54        | 43 395      | 86,63       |
| Votes blancs             | Votes blancs             | Votes blancs             | Votes blancs             | 906          | 1,80         | 5 056       | 10,09       |
| Votes nuls               | Votes nuls               | Votes nuls               | Votes nuls               | 335          | 0,66         | 1 643       | 3,28        |
| Total                    | Total                    | Total                    | Total                    | 50 381       | 100          | 50 094      | 100         |
| Abstention               | Abstention               | Abstention               | Abstention               | 48 110       | 48,85        | 48 391      | 49,14       |
| Inscrits / participation | Inscrits / participation | Inscrits / participation | Inscrits / participation | 98 491       | 51,15        | 98 485      | 50,86       |

#### Sixième circonscription
Député sortant : Philippe Berta (Mouvement démocrate).
| Candidat                 | Candidat                 | Parti et coalition       | Nuance                   | Premier tour | Premier tour | Second tour | Second tour |
| Candidat                 | Candidat                 | Parti et coalition       | Nuance                   | Voix         | %            | Voix        | %           |
| ------------------------ | ------------------------ | ------------------------ | ------------------------ | ------------ | ------------ | ----------- | ----------- |
|                          | Nicolas Cadène           | EÉLV (NUPES)             | NUP                      | 9 582        | 25,65        | 15 514      | 47,83       |
|                          | Philippe Berta           | MoDem (ENS)              | ENS                      | 9 107        | 24,38        | 16 921      | 52,17       |
|                          | Laurence Gardet          | RN                       | RN                       | 9 018        | 24,14        |             |             |
|                          | François Courdil         | LR (UDC)                 | LR                       | 3 439        | 9,21         |             |             |
|                          | Stéphane Guillemin       | REC                      | REC                      | 2 779        | 7,44         |             |             |
|                          | Jean-Claude Maurin       | GRS (FGR)                | DVG                      | 1 109        | 2,97         |             |             |
|                          | Mounir Benslima          | MEL (ÉAC)                | ECO                      | 735          | 1,97         |             |             |
|                          | Stéphane Gilli           | MEI (TUPV)               | ECO                      | 657          | 1,76         |             |             |
|                          | Nicolas Stival           | LP (UPF)                 | DSV                      | 493          | 1,32         |             |             |
|                          | Aïcha Terbeche           | LO                       | DXG                      | 258          | 0,69         |             |             |
|                          | Sophie Guillot           | CC                       | DVC                      | 175          | 0,47         |             |             |
|                          |                          |                          |                          |              |              |             |             |
| Votes valides            | Votes valides            | Votes valides            | Votes valides            | 37 352       | 98,16        | 32 435      | 88,93       |
| Votes blancs             | Votes blancs             | Votes blancs             | Votes blancs             | 508          | 1,34         | 2 791       | 7,65        |
| Votes nuls               | Votes nuls               | Votes nuls               | Votes nuls               | 192          | 0,50         | 1 245       | 3,41        |
| Total                    | Total                    | Total                    | Total                    | 38 052       | 100          | 36 471      | 100         |
| Abstention               | Abstention               | Abstention               | Abstention               | 46 482       | 54,99        | 48 082      | 56,87       |
| Inscrits / participation | Inscrits / participation | Inscrits / participation | Inscrits / participation | 84 534       | 45,01        | 84 553      | 43,13       |